# ロバート・ブルーム
ロバート・ブルーム（英語: Robert Broom, 1866年11月30日 - 1951年4月6日）は、南アフリカの古人類学者。アウストラロピテクス・ロブストスを発見したことで知られる。

## 経歴
1866年、イギリスのスコットランド、ペイズリーの貧しい家庭に生まれる。グラスゴー大学に進学しそこで医学を学ぶ。このとき教授のアシスタントとして世界中を旅する。1892年にオーストラリアを訪れ、そこに生息する独自の野生動物から哺乳類の起源に興味をいだくようになった。1895年に学位を取得。1897年、南アフリカへ移住する。
ステレンボッシュ大学に教職を得たが、ブルームは進化論を強く主張したため、大学内で閑職においやられてしまう。ブルームは、次第に哺乳類型爬虫類を中心とした古生物学の研究に没頭するようになる。1920年には、王立協会フェローに選出される。
1925年にレイモンド・ダートがアウストラロピテクスの発見を発表すると、ダートを賞賛しブルーム自身もアウストラロピテクスに強い興味を示すようになった。1934年、医師を引退してトランスバール博物館に職を得て、猿人発掘のチームに加わった。1936年、70歳にしてアウストラロピテクスの研究を始める。同年、スタークフォンテインでアウストラロピテクス・アフリカヌスの化石を発見。1938年、クロムドライで世界初のアウストラロピテクス・ロブストスを発掘した。これは、ブルーム最大の功績といわれる発見であった。
1947年、ブルームらはスタークフォンテインでほぼ完全なメスのアウストラロピテクス・アフリカヌスの頭蓋骨を発掘する。ブルームはこれにミセス・プレス（Mrs Ples）(w:Mrs._Ples)と名前を付けた。また同年には肋骨と大たい骨の一部も発見した。イギリスの科学者グロス・クラークが、ダートの発掘した化石を調査し、正式に猿人の化石であるとの説を示した。これにより、アウストラロピテクスが猿人の物であることが公に認知されるようになった。1925年にダートの発掘した化石もアウストラロピテクスに属することが認められた。
1948年、ブルームらはスタークフォンテイン近くのスワートクランズでアウストラロピテクス属とは異なる化石を発見する。ホモ・エレクトスの化石であった。

## 人物像
化石の発掘現場には常にスーツを着て現れるなど、風変わりな人物であった。70歳を過ぎてから、世界的な大発見をするというこの行動力は高く賞賛されている。

## 受賞歴
- クルーニアン・メダル（1913年）
- ロイヤル・メダル（1928年）
- ウォラストン・メダル（1949年）